# Ялмар Шахт
Ялмар Хорас Грили Шахт (на немски: Horace Greeley Hjalmar Schacht) е германски икономист, банкер, политик и съосновател на Германската демократична партия през 1918 г. Служи като валутен комисар и президент на Райхсбанк по време на Ваймарската република. Той е голям критик на задълженията на страната си за обезщетение след Първата световна война.
Служи в правителството на Адолф Хитлер като президент на Централната банка (Райхсбанк) в периода 1933 – 1939 г. и министър на икономиката (от август 1934 г. до ноември 1937 г.)
Докато Шахт е почитан за ролята си в „Германското икономическо чудо“, той се противопоставя на част от политиките на Хитлер за превъоръжаване, защото това е нарушение на Версайския договор и (според него) влошава икономиката. Възгледите му в това отношение принуждават Шахт да се сблъска с Хитлер и Херман Гьоринг. Той подава оставка като президент на Райхсбанк през януари 1939 г. и остава министър без портфейл и получава същата заплата до 1943 г., когато напуска правителството.
През 1944 г. е арестуван от Гестапо след опита за убийството срещу Хитлер на 20 юли 1944 г. тъй като се твърди, че Шахт има контакт с убийците. Впоследствие е интерниран в концентрационния лагер Равенсбрюк и по-късно във Флосенбюрг. В последните дни на войната той е един от 134-те затворници, транспортирани от SS от Дахау до Южен Тирол. Това място се намира в района, наречен от Химлер „Алпийската крепост“ и се спекулира, че целта на транспортирането на затворници е с намерение за задържане на заложници. Те са освободени в Нидердорф, Южен Тирол, в Италия, на 30 април 1945 г.
Шахт е съден в Нюрнберг, но е оправдан заради съветските възражения; по-късно германски трибунал за денацификация го осъжда на осем години тежък труд, който е отменен след обжалване.
През 1955 г. основава частна банкова институция в Дюселдорф. Съветва развиващите се страни относно икономическото развитие.

## Ранен живот и кариера
Шахт е роден в Тинглеф, Прусия, Германската империя (сега в Дания) в семейството на Уилям Леонхард Лудвиг Максимилиан Шахт и баронеса Констанца Жюстин Софи фон Егерс, родом от Дания. Родителите му, които прекарват няколко години в Съединените щати, първоначално му избрали името Хорас Грийли Шахт, в чест на американския журналист Хорас Грийли. Те обаче се поддават на настояването на бабата на семейство Шахт, която твърдо вярва, че името на детето трябвало да е датско. След като завършва своя Abitur в Gelehrtenschule des Johanneums, Шахт учи медицина, филология, политически науки и финанси в университетите в Мюнхен, Лайпциг, Берлин, Париж и Кил преди да получи докторска степен в Кил през 1899 г. – дисертацията му е на меркантилизъм.
Шахт се присъединява към банката Дрезднер през 1903 г. През 1905 г., докато е на бизнес пътуване до Съединените щати с членове на борда на банката Дрезднер, Шахт се среща с известния американски банкер JP Morgan, както и с президента на САЩ Теодор Рузвелт. Той става заместник-директор на Дрезднерската банка от 1908 до 1915 г. Тогава той става член на борда на Германската Национална Банка за следващите седем години, до 1922 г., след сливането ѝ с Darmstädter und Nationalbank (Danatbank), където продължава като член на борда на Danatbank.
Шахт е свободен зидар след като се присъединява към ложата Urania zur Unsterblichkeit през 1908 г.
По време на Първата световна война Шахт е назначен в щаба на генерал Карл фон Лум (1864 – 1930), банковия комисар за окупирана Белгия, за да организира финансирането на покупките на Германия в Белгия. Той е уволнен от генерал фон Лум, когато е открито, че е използвал предишния си работодател, банката Дрезднер, за да насочва преводите на банкноти за близо 500 милиона белгийски франка за национални облигации, предназначени за плащане на заявките.
След уволнението на Шахт от държавната служба той има още един кратък престой в банката Дресднер, а след това и различни позиции в други банки. През 1923 г. Шахт кандидатства и е отхвърлен за позицията на ръководител на Райхсбанк, до голяма степен в резултат на уволнението му от службата на Лум.

## Издигането на Шахт до президент на Райхсбанка
Въпреки недостатъка в досието си, през ноември 1923 г., Шахт става валутен комисар за Ваймарската република и участва във въвеждането на Рентната марка, нова валута, чиято стойност се основава на ипотека върху всички имоти в Германия. Германия навлиза в кратък период, в който има две отделни валути: Reichsmark, управлявана от Рудолф Хавенщайн, президент на Райхсбанк, и новосъздадената рентна марка, управлявана от Шахт.
След като икономическата му политика помага за борбата с хиперинфлацията на Ваймарската република и за стабилизиране на германската марка (план Хелферих), Шахт е назначен за президент на Райхсбанк по искане на президента Фридрих Еберт и канцлера Густав Щреземан.
През 1926 г. Шахт предоставя средства за образуването на IG Farben. Той си сътрудничи с други видни икономисти, за да формират плана на Йънг от 1929 г., за да промени начина, по който се изплащат военните репарации, след като икономиката на Германия се дестабилизира според плана „Дос“. През декември 1929 г. той причинява министъра на финансите Рудолф Хилфердинг да се провали, като налага на правителството своите условия за получаване на заем. След промени от правителството на Херман Мюлер в плана на Йънг по време на Втората конференция в Хага (януари 1930 г.), той подава оставка като президент на Райхсбанк на 7 март 1930 г. През 1930 г. Шахт води кампания срещу изискването за военни репарации в Съединените щати.
Шахт става приятел с управителя на Английската централна банка Монтегю Норман, като двамата принадлежат към Англо-германското дружество и Банката за международни разплащания. Норман става толкова близък със семейството на Шахт, че е кръстник на един от внуците на Шахт.

## Замесеност с Национал-социалистическа Германска работническа партия и правителството
До 1926 г. Шахт напуска малката Германска демократическа партия, за чието създаване е помогнал, и започва да оказва подкрепа на Нацистката партия, с която се сближава между 1930 и 1932 г. Въпреки че никога не е бил неин член, Шахт помага за събирането на средства за партията след среща с Адолф Хитлер. Близък за кратко до правителството на Хайнрих Брюнинг, политическите убеждения на Шахт се изместват вдясно, като навлиза в Харцбургския фронт през октомври 1931 г.
Разочарованието на Шахт от действащото правителство на Ваймар не показва особена промяна в цялостната му философия, а по-скоро се променя главно заради два въпроса:
- възражението му срещу включването на елементи на Социалистическата партия в правителството и ефекта от техните различни проекти за строителство и създаване на работни места върху публичните разходи и заеми (и последващото подкопаване на усилията на правителството срещу инфлацията);[8]
- желанието му да види Германия отново да заеме мястото си на международната сцена и признанието му, че „когато силите стават все по-ангажирани в собствените си икономически проблеми през 1931 и 1932 г. ... силно правителство, основано на широко национално движение, би могло да използва съществуващите условия, за да си върне суверенитета и равенството на Германия като световна сила.“[9]

Шахт вярва, че ако германското правителство някога трябва да започне масова реиндустриализация и превъоръжаване, въпреки ограниченията, наложени от договорните задължения на Германия, ще трябва да бъде през период, в който липсва ясен международен консенсус между Великите сили.
След изборите през юли 1932 г., на които Нациската Партия печели повече от една трета от местата, Шахт и Вилхелм Кеплер организират петиция на индустриални лидери с искане президентът Паул фон Хинденбург да назначи Хитлер за канцлер. След като Хитлер поема властта през януари 1933 г., Шахт печели повторно назначаване като президент на Райхсбанк на 17 март.
През август 1934 г. Хитлер назначава Шахт за райхсминистър на икономиката на Германия. Шахт подкрепя програми за обществено строителство, най-вече изграждането на аутобани (магистрали), за да се опита да облекчи безработицата – политики, които са въведени в Германия от правителството на фон Шлайхер в края на 1932 г. и от своя страна са повлияли на политиката на Рузвелт. Той също така представя „Новия план“, опит на Германия да постигне икономическа „автаркия“, през септември 1934 г. Германия натрупва огромен валутен дефицит по време на Голямата депресия, който продължава в първите години на нацисткото управление. Шахт договаря няколко търговски споразумения със страни от Южна Америка и Югоизточна Европа, според които Германия ще продължи да получава суровини, но ще плащат в райхсмарки. Това гарантира, че дефицитът няма да се влоши, като същевременно позволява на германското правителство да се справи с дупката, която вече се е развила. Шахт намира и иновативно решение на проблема с държавния дефицит чрез използване на мефо сметки. Той е назначен за генерален упълномощен министър за военната икономика през май 1935 г. от разпоредба на Закона за отбраната на Райха от 21 май 1935 г. и е удостоен с почетно членство в НСДАП и със Златната партийна значка през януари 1937 г.
Шахт не е съгласен с това, което той нарича „незаконни дейности“ срещу еврейското малцинство в Германия и през август 1935 г. прави реч, в която осъжда Юлиус Щрайхер и писането на Щрайхер в нацисткия вестник Щюрмер .
По време на икономическата криза от 1935 – 1936 г., Шахт, заедно с комисаря по цените д-р Карл Фридрих Гьорделер, помагат да на ръководството на фракцията на „свободния пазар“ в германското правителство. Те призовават Хитлер да намали военните разходи, да се отклони от автаркичната и протекционистка политика и да намали държавния контрол върху икономиката. Шахт и Гьорделер са противопоставени от фракция, съсредоточена върху Херман Гьоринг.
Гьоринг е назначен за „упълномощен представител за Четиригодишния План “ на 18 октомври 1936 г. с широки правомощия, които противоречат на властта на Шахт. Шахт възразява срещу продължаващите високи военни разходи, които според него ще причинят инфлация, като по този начин влиза в конфликт с Хитлер и Гьоринг.
През 1937 г. Шахт се среща с китайския финансов министър д-р HH Kung . Шахт му казва, че „германско-китайското приятелство произтича до голяма степен от тежката борба и на двете държави за независимост“. Кунг отвръща: „Китай смята Германия за своя най-добър приятел. . . Надявам се и желая Германия да участва в подкрепата на по-нататъшното развитие на Китай, отварянето на китайските източници на суровини, изграждането на индустриите и транспортните средства.“
През ноември 1937 г. Шахт подава оставка като райхсминистър на икономиката и генерален пълномощен представител по желанието на него и Гьоринг. Той става все по-недоволен от почти пълното невежество на Гьоринг към икономиката и също е загрижен, че Германия е в състояние близо до фалит. Хитлер обаче знае, че напускането на Шахт ще привлече неискани погледи към Германия и настоява той да остане в кабинета като министър без портфейл. Той остава президент на Райхсбанк, докато Хитлер не го уволнява през януари 1939 г. Той остава като райхсминистър без портфейл и получава същата заплата, докато не бъде напълно уволнен през януари 1943 г.
След Кристалната нощ през ноември 1938 г., Шахт публично заявява своето отвращение към събитията и предлага на Хитлер да използва други средства, ако иска да се отърве от евреите. Той предлага план, при който еврейската собственост в Германия ще бъде държана на доверие и използвана като обезпечение за заеми, взети в чужбина, които също ще бъдат гарантирани от германското правителство. Ще бъдат предоставени средства за емигриращи евреи, за да се преодолеят възраженията на страните, които се колебаят да приемат безпарични евреи. Хитлер приема предложението и го упълномощава да преговаря със своите контакти в Лондон. Шахт в книгата си „Магията на парите“ (1967) пише, че Монтегю Норман, управител на Английската централна банка, и лорд Биърстед, известен евреин, са реагирали благосклонно, но Хаим Вайцман, водещ говорител на ционисткото движение във Великобритания, се противопоставя на плана. Част от плана е, че емигриращите евреи ще вземат със себе си предмети като машини при напускане на страната, като средство за увеличаване на германския износ. Подобно споразумение от Хаавара е подписано през 1933 г.

## Съпротивителни действия
Твърди се, че Шахт е в контакт с германската съпротива още през 1934 г., въпреки че по това време все още вярва, че нацисткият режим ще следва неговата политика. До 1938 г. той е разочарован и е активен участник в плановете за държавен преврат срещу Хитлер, ако той започне война срещу Чехословакия. Гьорделер, негов колега през 1935 – 36 г., е цивилният лидер на съпротивата срещу Хитлер. Шахт разговаря често с Ханс Гизевиус, друга фигура на съпротивата; когато къщата на организатора на съпротивата Теодор Стрюнк (често място за срещи) е бомбардирана, Шахт позволява на Стрюнк и съпругата му да живеят във вила, която той притежава. Въпреки това, Шахт остава в правителството и след 1941 г. Шахт не участва активно в каквато и да е съпротива.
И все пак по време на процеса за денацификация срещу Шахт (след оправдаването му в Нюрнберг) съдия обявява, че „никой от цивилните в съпротивата не е направил повече или не е могъл да направи повече, отколкото всъщност е направил Шахт“.
След опита за убийство срещу Хитлер на 20 юли 1944 г., Шахт е арестуван на 23 юли. Изпратен е в Равенсбрюк, след това във Флосенбюрг и накрая в Дахау. В края на април 1945 г. той и около 140 други видни затворници на Дахау са прехвърлени в Тирол от SS, който ги оставя там. Те са освободени от Пета американска армия на 5 май 1945 г. в Нидердорф, Южен Тирол, Доломити, Италия.

## След войната
Шахт подкрепя придобиването на власт на Хитлер и е важен служител на нацисткия режим. Така той е арестуван от съюзниците през 1945 г. Той е осъден в Нюрнберг за „заговор“ и „престъпления срещу мира“ (планиране и водене на агресивни войни), но не и за военни престъпления или престъпления срещу човечеството.
Шахт се признава за невинен по тези обвинения. В своя защита той цитира, че е загубил цялата официална власт преди войната дори да започне, че е бил в контакт с лидери на Съпротивата като Ханс Гизевиус през цялата война, и че самият той е бил арестуван и затворен в концентрационен лагер.
Защитниците му твърдят, че той е просто патриот, опитвайки се да направи германската икономика силна. Освен това Шахт не е бил член на NSDAP и е споделял много малко от тяхната идеология. Британските съдии подкрепят оправдаването, докато съветските съдии искаха да го осъдят. Британците надделяват и Шахт е оправдан. Въпреки това, на западногермански процес за денацификация, Шахт е осъден на осем години тежък труд. Той е освободен след обжалване през 1948 г.
През 1950 г. Хуан Ярур Лолас, палестинският основател на Banco de Crédito e Inversiones и президент на арабската колония в Сантяго, Чили, се опитва да наеме Шахт като „финансов съветник“ във връзка с немско-чилийската общност. Планът обаче се проваля, когато става новина. Той служи като нает консултант на Аристотел Сократ Онасис, гръцки бизнесмен, през 50-те.
През 1953 г. Шахт създава банка Deutsche Außenhandelsbank Schacht &amp; Co., която ръководи до 1963 г. Той също така дава съвети по икономика и финанси на държавните глави на развиващите се страни, по-специално на необвързаните страни; някои от предложенията му обаче са противопоставени, един от които се противопоставят е във Филипините от бившия ръководител на Bangko Sentral ng Pilipinas Мигел Куадерно, който категорично отрязва Шахт, заявявайки, че неговите парични схеми едва ли са подходящи за икономика, нуждаеща се от капиталови инвестиции в основна индустрия и инфраструктура.
Косвено резултат от основаването на банката от него, Шахт е ищец във основополагащо дело в германското право относно „общото право на личността“. Едно списание публикува статия, критикуваща Шахт, съдържаща няколко неверни твърдения. Шахт първо желае списанието да публикува корекция и когато списанието отказва, съди издателя за нарушаване на личните му права. Окръжният съд признава издателят както за гражданска, така и за наказателна отговорност; при обжалване апелативният съд отменя наказателната присъда, но установява, че издателят е нарушил общото право на личност на Шахт.
Шахт умира в Мюнхен, Западна Германия, на 3 юни 1970 г.